# Robert Veronese
Robert Bruno Veronese, född 3 oktober 1963 i Stockholm, är en svensk före detta fotbollsspelare.

## Karriär
Veroneses moderklubb är IF Brommapojkarna. Som junior spelade han även för AIK. Veronese lyckades inte slå sig in i A-laget utan gick istället till Väsby IK 1983. Under sina sista år i Väsby hade han Sanny Åslund som tränare och när Åslund tog över som tränare i AIK 1988 följde Veronese med.
Veronese gjorde allsvensk debut den 11 april 1988 i en 2–0-vinst över IFK Norrköping. Han spelade totalt 15 allsvenska matcher under säsongerna 1988 och 1989.
Efter säsongen 1989 tog AIK:s assisterande tränare Håkan Ericson över som tränare i Väsby IK och han tog då med sig Veronese, Mats Olausson och Thomas Johansson till klubben. Han spelade under slutet av karriären även för Huvudsta IS, Helenlunds IF och Viggbyholms IK.